# IC 1931
IC 1931 ist eine Galaxie im Sternbild Stier auf der Ekliptik. Sie ist schätzungsweise 416 Millionen Lichtjahre von der Milchstraße entfernt und hat einen Durchmesser von etwa 100.000 Lj.
Das Objekt wurde am 23. Dezember 1897 von Stéphane Javelle entdeckt.